# ティモフスク駅
ティモフスク駅（ティモフスクえき、ロシア語: Станция Тымовск）は、ロシア連邦サハリン州ティモフスコエにあるロシア鉄道コルサコフ-ノグリキ線の駅である。

## 歴史
- 1975年 - コルサコフ-ノグリキ線 ポページノ駅 - ティモフスク駅間開通により終着駅として開業。
- 1979年 - ティモフスク駅 - ノグリキ駅開業により、途中駅となる。

## 運行状況
ユジノサハリンスク駅発の特急列車が2往復停車する。